# Каликинский, Александр Арсеньевич
Александр Арсеньевич Каликинский (13 октября 1915, Закобякино, Ярославская губерния — 1993) — белорусский учёный в сфере агрохимии. Доктор сельскохозяйственных наук (1978), профессор (1979). Заслуженный работник высшей школы Белорусской ССР (1980).

## Биография
Александр Арсеньевич Каликинский родился 13 октября 1915 года в селе Закобякино (ныне — в Любимском районе Ярославской области).
Участник Великой Отечественной войны. Окончил БСХА (1947), где и работал до 1991 года. В 1955—1965 годах был деканом агрономического факультета. В 1966—1971 годах — декан факультета агрохимии и почвоведения. С 1973 года — заместитель заведующего кафедрой агрохимии. На базе проблемной лаборатории питания растений вёл исследования по способам внесения удобрений. На основе этих исследований комиссией Президиума Совета Министров СССР по вопросам АПК принято решение по организации производства машин и приспособлений для внесения минеральных удобрений локальным способом. Автор более 100 научных работ о способах внесения удобрений на дерново-подзолистых почвах. На ВДНХ удостоен серебряной медали за экспонат «Эффективность стужечного внесения минеральных удобрений».

### Избранные труды
- Локальное внесение минеральных удобрений. — Мн., 1976.

## Награды
- орден «Знак Почёта» (1966),
- орден Трудового Красного Знамени (1974),
- орден Отечественной войны 2-й степени,
- тринадцать медалей, в том числе:
  - «За боевые заслуги» (2.3.1943)[1]
- три Грамоты Верховного Совета БССР.

## Память
А. А. Каликинскому установлена мемориальная доска на третьем учебном корпусе БГСХА.